# Emerson Duarte
Emerson Duarte (Campinas, 18 de outubro de 1971) é um atirador esportivo brasileiro.
Integrou a delegação nacional que disputou os Jogos Pan-Americanos de 2011 em Guadalajara, no México.
Integrou a equipe de tiro desportivo que disputou os Jogos Pan-Americanos de 2015 em Toronto, no Canadá, e foi medalha de prata no tiro esportivo na categoria 25m pistola rápida.